# 圣科隆德洛赞
圣科隆德洛赞（法語：Saint-Colomb-de-Lauzun，法語發音：[sɛ̃ kɔlɔ̃ də lozœ̃]，意为“洛赞的圣科隆”）是法国洛特-加龙省的一个市镇，属于马尔芒德区。

## 地理
圣科隆德洛赞（44°36'51"N, 0°28'25"E）面积23.19 平方千米，位于法国新阿基坦大区洛特-加龍省，该省份为法国西南部内陆省份，北起多爾多涅省，西接吉倫特省和朗德省，南至热尔省，东临塔恩-加龙省和洛特省。
与圣科隆德洛赞接壤的市镇（或旧市镇、城区）包括：布尔古尼亚格、洛赞、拉韦涅、蒙蒂尼亚克德洛赞、塞加拉、塞里尼亚克佩布杜。

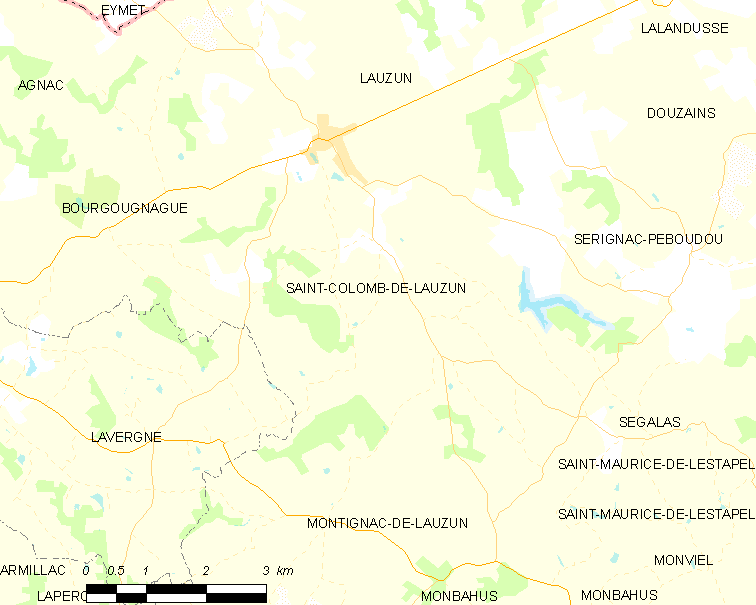
圣科隆德洛赞的OSM定位图

圣科隆德洛赞的时区为UTC+01:00、UTC+02:00（夏令时）。

## 行政
圣科隆德洛赞的邮政编码为47410，INSEE市镇编码为47235。

## 政治
圣科隆德洛赞所属的省级选区为德罗河谷县。

## 人口

1962-2008年间圣科隆德洛赞人口变化图示

圣科隆德洛赞于2022年1月1日时的人口数量为474人。